# Saint-Beauzile
Saint-Beauzile – miejscowość i gmina we Francji, w regionie Oksytania, w departamencie Tarn.
Według danych na rok 1990 gminę zamieszkiwało 115 osób, a gęstość zaludnienia wynosiła 12 osób/km² (wśród 3020 gmin regionu Midi-Pireneje Saint-Beauzile plasuje się na 948. miejscu pod względem liczby ludności, natomiast pod względem powierzchni na miejscu 1122.).